# Rodenrijs (metrostation)
Rodenrijs is een metrostation aan de metrolijn E van RandstadRail en de Rotterdamse metro. Daarnaast vertrekken hier de buslijnen 170 (ZoRo-bus) richting Zoetermeer, Centrum-West en 173 richting station Lansingerland-Zoetermeer over de ZoRo-busbaan. Het station ligt in Rodenrijs, aan de Stationsweg.

## Geschiedenis
Station Rodenrijs werd op 1 oktober 1908 geopend als spoorwegstation aan de Hofpleinlijn. In 1965 werd de naam gewijzigd in Berkel en Rodenrijs, nadat het ongunstig ten opzichte van de bebouwing gelegen station Berkel was gesloten.
Op 3 juni 2006 stopte de NS met de exploitatie van de Hofpleinlijn, waarna station Berkel en Rodenrijs tijdelijk gesloten werd. Op 10 september 2006 werd een tijdelijk station heropend onder de oorspronkelijke naam Rodenrijs. Het tijdelijke station, dat grotendeels uit houten noodperrons bestond, werd op 26 april 2008 gesloten en is daarna afgebroken. Na buitendienststelling van de lijn voor werkzaamheden, werd op 15 mei 2008 het nieuwe station Rodenrijs geopend op de plaats waar het vroegere perron richting Rotterdam Hofplein lag.
Het oorspronkelijke stationsgebouw van Rodenrijs doet sinds de verbouwing van de lijn tot metro dienst als (eet)café/ restaurant.
Bij het station staat een dubbele dienstwoning van hetzelfde type als bij voormalig station Rotterdam Kleiweg.

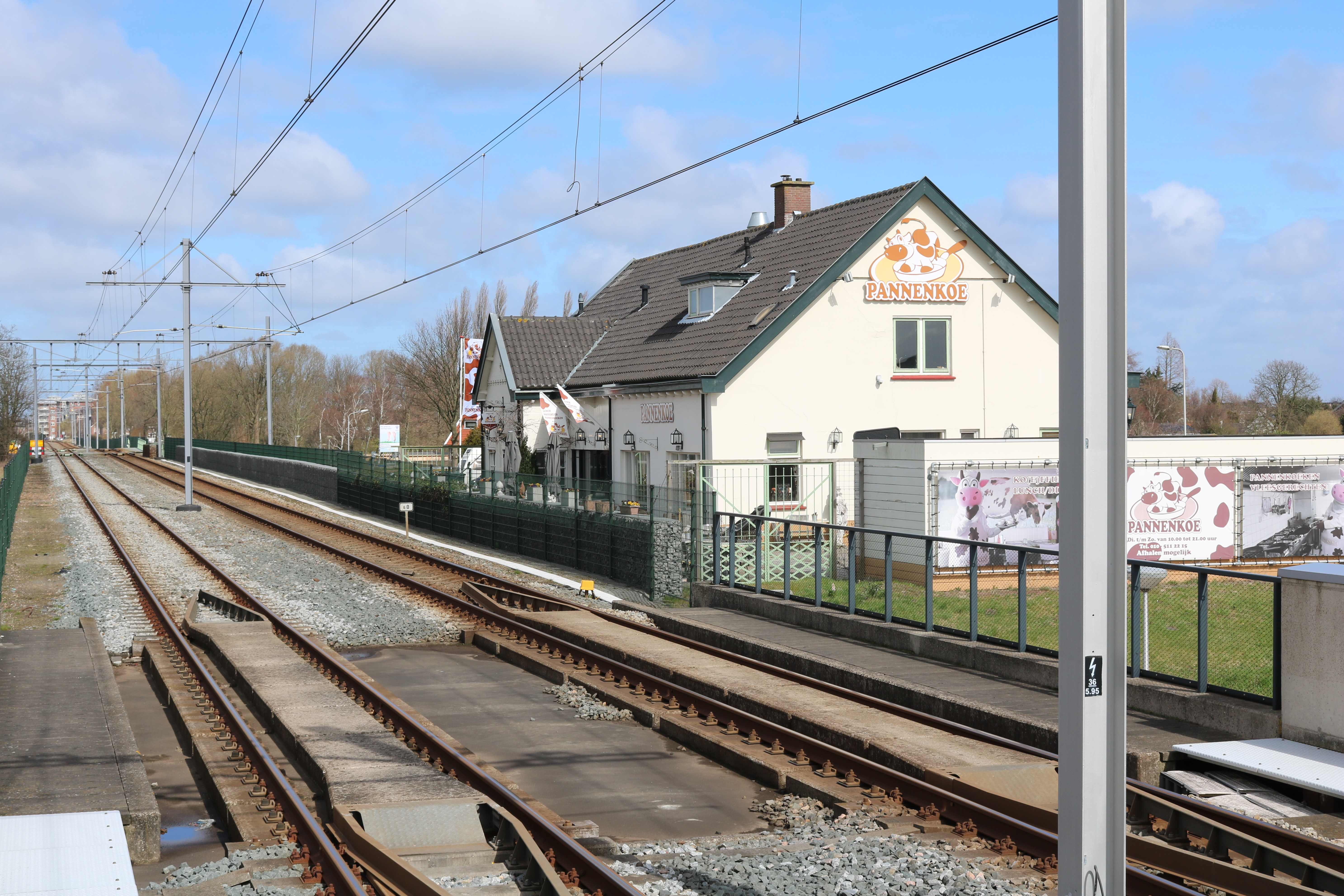
Voormalig stationsgebouw Berkel en Rodenrijs in 2018
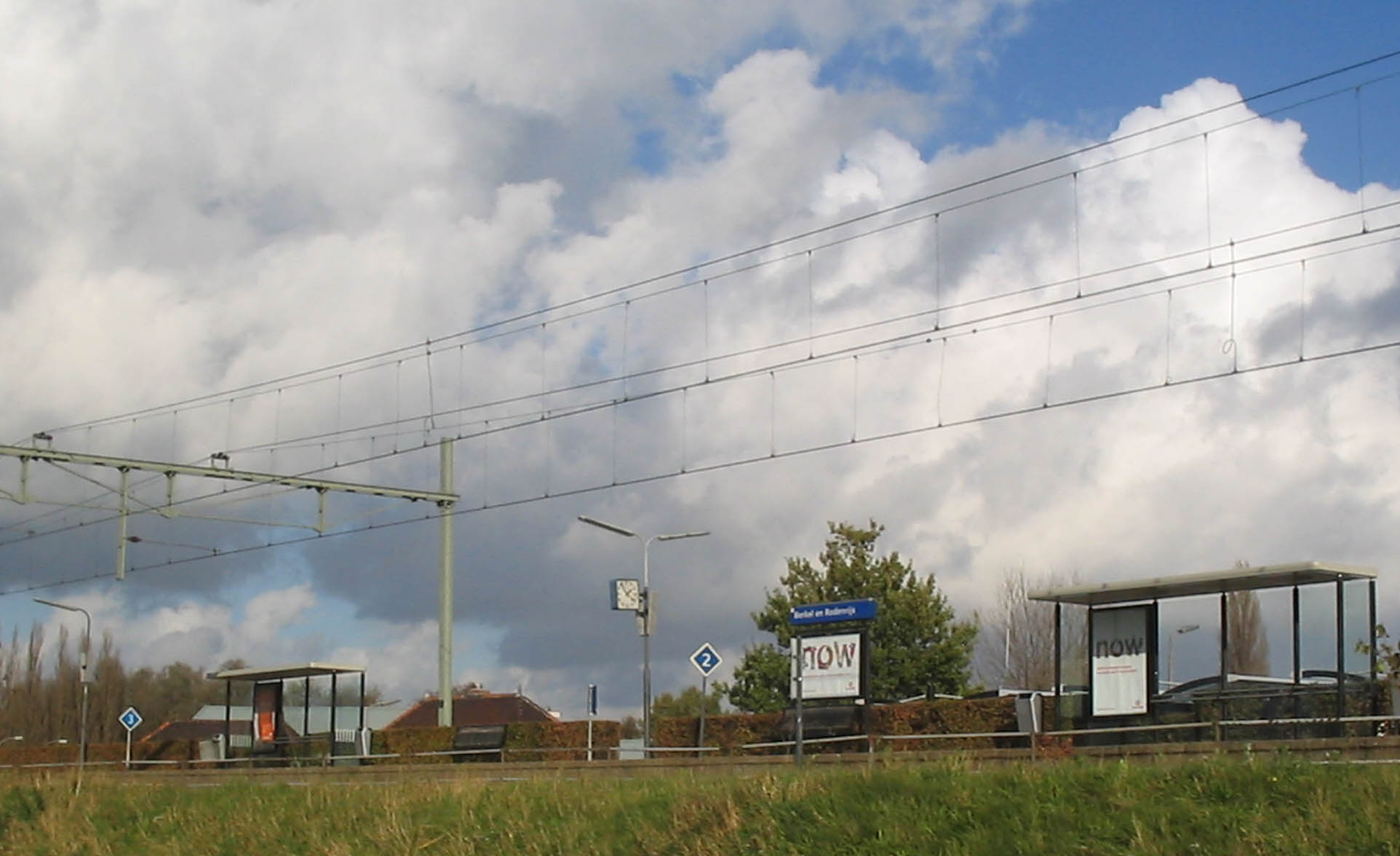
Station Berkel en Rodenrijs in 2005.

## Busstation
Halte Rodenrijs heeft ook een busstation. Op dit busstation stoppen de volgende buslijnen. Deze buslijnen worden gereden door RET.
| Lijn | Bestemming                                                             | Via | Bijzonderheden |
| ---- | ---------------------------------------------------------------------- | --- | -------------- |
| 170  | Rodenrijs, Metrostation - Zoetermeer, Centrum-West                     | Berkel en Rodenrijs, ZoRo-busbaan, Station Lansingerland-Zoetermeer, Station Zoetermeer Oost, Station Zoetermeer | ZoRo-bus       |
| 173  | Rodenrijs, Metrostation - Zoetermeer, Station Lansingerland-Zoetermeer | Berkel en Rodenrijs, ZoRo-busbaan, Bergschenhoek, Bleiswijk                                                      |                |

In 2022 werd het busstation van Rodenrijs vernieuwd. Daarbij kwam er een grote overkapping met bankjes en glas om uit de wind te zitten. Daarbij zijn er ook meer fietsenstallingen geplaatst en is er een grotere overkapping geplaatst op het perrons van het station. Vanaf 28 oktober word de overkapping van het busstation verstevigt met houten balken.  
Den Haag Centraal  · Laan van NOI  · Voorburg 't Loo · Leidschendam-Voorburg · Forepark · Leidschenveen · Nootdorp · Pijnacker Centrum · Pijnacker Zuid · Berkel Westpolder · Rodenrijs · Meijersplein/Airport · Melanchthonweg · Blijdorp · Rotterdam Centraal  · Stadhuis · Beurs · Leuvehaven · Wilhelminaplein · Rijnhaven · Maashaven · Zuidplein · Slinge
0: Rotterdam Hofplein ·
1: Rotterdam Bergweg ·
3: Rotterdam Kleiweg (eerder: Schiebroek) ·
4: Rotterdam Wilgenplas ·
5: Berkel en Rodenrijs (eerder: Rodenrijs) ·
6: Berkel ·
8: Pijnacker ·
11: Nootdorp Oost ·
15: Veenweg ·
17: Leidschendam-Voorburg ·
19: Voorburg 't Loo ·
20: Den Haag Laan van NOI ·
22: Den Haag HS ·
22: Den Haag Centraal
Traject naar Scheveningen: 
23: Wassenaar ·
24: Renbaan-Achterweg ·
26: Waalsdorpscheweg ·
27: Wittebrug-Pompstation ·
28: Scheveningen